# Suleeswaranpatti
Suleeswaranpatti è una suddivisione dell'India, classificata come town panchayat, di 17.638 abitanti, situata nel distretto di Coimbatore, nello stato federato del Tamil Nadu. In base al numero di abitanti la città rientra nella classe IV (da 10.000 a 19.999 persone).

## Geografia fisica
La città è situata a 10° 38' 22 N e 77° 00' 27 E.

## Società

### Evoluzione demografica
Al censimento del 2001 la popolazione di Suleeswaranpatti assommava a 17.638 persone, delle quali 8.903 maschi e 8.735 femmine. I bambini di età inferiore o uguale ai sei anni assommavano a 1.969, dei quali 1.053 maschi e 916 femmine. Infine, coloro che erano in grado di saper almeno leggere e scrivere erano 12.946, dei quali 7.096 maschi e 5.850 femmine.